# Alexei Jewgenjewitsch Krawtschenko

Alexei Jewgenjewitsch Krawtschenko, 2020

Alexei Jewgenjewitsch Krawtschenko (russisch Алексей Евгеньевич Кравченко; * 10. Oktober 1969 in Moskau) ist ein russischer Schauspieler. International bekannt wurde er 1985 durch die Hauptrolle des Fljora in Elem Klimows Antikriegsfilm Komm und sieh.

## Leben
Krawtschenko wurde 1969 in Moskau geboren. Er wuchs bei seiner alleinerziehenden Mutter auf. In seiner Jugend begeisterte er sich zunächst für die Musik und erlernte das Spielen der Gitarre.
Kurz vor seinem 14. Geburtstag wurde er für die Hauptrolle in Elem Klimows Antikriegsfilm Komm und sieh engagiert. Die physisch und psychisch außerordentlich fordernden Dreharbeiten dauerten fast neun Monate, die er zum Großteil ohne seine Mutter verbrachte. Der Film lief 1985 in den Kinos an, erhielt herausragende Kritiken und war mit 28,9 Millionen verkauften Tickets allein in der Sowjetunion auch an den Kinokassen sehr erfolgreich. Dennoch war Krawtschenko in den nächsten Jahren nicht mehr schauspielerisch tätig.
Die Schule verließ er nach der achten Klasse ohne Abschluss und arbeitete anschließend als Maschinist. Danach absolvierte er die Berufsschule und danach in Wladiwostok seinen dreijährigen Wehrdienst in der Sowjetischen Marine, den er im Rang eines Hauptbootsmanns beendete. Ab 1991 besuchte er die Schtschukin-Theaterhochschule, wo er bis 1995 bei Alla Kasanskaja Schauspiel studierte. Von 1994 bis 2001 trat Krawtschenko am der Hochschule angeschlossenen Wachtangow-Theater auf. Danach folgten mehrere Arbeiten für den Theaterregisseur Kirill Serebrennikow, beginnend mit dem Stück Откровенные полароидные снимки.
Seit dem Ende der 1990er Jahre ist Krawtschenko auch wieder in zahlreichen Film- und Fernsehproduktionen zu sehen. Seit dem Jahr 2007 ist er Mitglied des Ensembles des Tschechow-Kunsttheaters Moskau.
Im Jahr 2020 wurde Krawtschenko der Ehrentitel Volkskünstler Russlands verliehen.
Aus Krawtschenkos 2006 geschiedener erster Ehe gingen zwei Söhne hervor. Später heiratete er die Schauspielerin Nadeschda Borissowa, die Tochter des Schauspielers Lew Borissow.

## Filmografie (Auswahl)
- 1985: Komm und sieh (Иди и смотри)
- 1995: Мелкий бес
- 1998: Му-Му
- 1999: Д.Д.Д. Досье детектива Дубровского (Fernsehserie, 6 Folgen)
- 1999: Мама
- 1999: Рейнджер из атомной зоны
- 1999: Цветы от победителей
- 2000: Рождественская мистерия
- 2000: Фортуна
- 2001: Два солдатика бумажных
- 2001: За двумя зайцами
- 2001: Идеальная пара
- 2001: Праздник
- 2002: Брейк-пойнт
- 2002: Brigada (Бригада, Fernsehserie, 9 Folgen)
- 2002: Todeskommando Russland 2 (Звезда)
- 2002: Русские амазонки
- 2002: Спецназ (Fernsehserie, 7 Folgen)
- 2003: Жизнь одна
- 2003: Огнеборцы
- 2003: Русские амазонки-2
- 2003: Спецназ 2 (Fernsehserie, 4 Folgen)
- 2004: Джек-пот для Золушки
- 2004: Москва. Центральный округ-2
- 2004: Потерявшие солнце (Fernsehserie, 6 Folgen)
- 2004: По ту сторону волков-2
- 2004: Сматывай удочки
- 2004: Убей меня! Ну, пожалуйста
- 2005: Die Neunte Kompanie (9 рота)
- 2005: Гибель Империи
- 2005: Летучая мышь
- 2005: Май
- 2005: Мужской сезон. Бархатная революция
- 2005: Откровенные полароидные снимки
- 2006: Господа Головлевы
- 2006: Последний искатель
- 2006: Рельсы счастья
- 2007: Взрослая жизнь девчонки Полины Субботиной
- 2007: Дни надежды (Fernsehfilm)
- 2007: Ленинград
- 2007: Мещане
- 2007: Поцелуи падших ангелов
- 2007: Ты всегда будешь со мной
- 2008: Бумеранг
- 2008: Защита
- 2008: Муха
- 2009: Братаны
- 2009: Каникулы строгого режима
- 2009: Летучий отряд (Fernsehserie, 4 Folgen)
- 2009: Чёрный баран
- 2010: Братаны-2
- 2010: Братаны-2. Продолжение
- 2010: Убийство
- 2010: Ritterfürst Jaroslaw – Angriff der Barbaren (Ярослав. Тысячу лет назад)
- 2011: Братья
- 2011: Крутые берега
- 2011: Операция "Горгона"
- 2011: Откровения
- 2012: Братаны-3
- 2012: Братаны-3. Продолжение
- 2012: В зоне риска (Fernsehserie, 16 Folgen)
- 2012: Синдром дракона
- 2013: Двойной блюз
- 2013: Пётр Лещенко. Всё, что было... (Fernsehserie, 8 Folgen)
- 2014: Братаны-4
- 2014: Мужские каникулы
- 2014: След тигра
- 2014: Фэйк
- 2014: Я больше не боюсь
- 2015: Медсестра
- 2016: Вернуть любой ценой
- 2016: Дед Мороз. Битва Магов
- 2016: Куркуль
- 2017: Отчий берег
- 2017: Чужое лицо (Fernsehserie, 20 Folgen)
- 2018: Канцелярская крыса (Fernsehserie, 16 Folgen)
- 2018: Купчино (Fernsehserie, 20 Folgen)
- 2018: Неоконченный бой
- 2019: 1986
- 2019: Лев Яшин. Вратарь моей мечты
- 2019: The Painted Bird (Nabarvené ptáče)
- 2020: Комета Галлея
- 2020: Смертельные иллюзии
- 2022: The Best in Hell (Лучшие в аду)